# Associação Académica de Coimbra
L’Associação Académica de Coimbra (in italiano Associazione accademica di Coimbra), abbreviata in Académica Coimbra o anche Académica, è un'associazione polisportiva e culturale studentesca portoghese, fondata nel 1887 a Coimbra dagli studenti della locale università.
La polisportiva ha diverse sezioni sportivo-culturali, la più nota delle quali è l'Associação Académica de Coimbra - Organismo Autónomo de Futebol, club calcistico, l'unica sezione professionistica del gruppo, vincitrice di due Coppe del Portogallo; di rilievo è anche la Seccão de Rugby, istituita nel 1936 e quattro volte campione del Portogallo.
La sezione culturale comprende organismi come il Centro di Studi Cinematografici che organizza annualmente la mostra Caminhos do Cinema Português (Percorsi del cinema portoghese) e il Coro Misto da Universidade de Coimbra, associazione corale autonoma.